# フウマ
フウマあるいは風魔 小太郎（ふうま こたろう）は、ADKの対戦型格闘ゲーム『ワールドヒーローズ』シリーズに登場する架空の人物。戦国時代の忍者・風魔の頭領、風魔小太郎をモチーフとしている。同社の『痛快GANGAN行進曲』およびSNKプレイモアの『ネオジオバトルコロシアム』にも登場する。
『ワールドヒーローズPERFECT』では「風魔小太郎」、それ以外の作品では「フウマ」と表記される。

## 概要
本来は風魔忍者軍の若頭であるが、ブラウン博士の開発したタイムマシンを利用し、普段は現代世界で金髪に眼鏡とスーツ姿のサラリーマン「風間 小太郎（かざま こたろう）」として過ごしている。業績はあまり良くないらしく、初代『ワールドヒーローズ』と『PERFECT』のエンディングでは、上司にいびられている姿が見られる。『2JET』の幕間では、大会のため会社を無断欠勤したことで上司に叱責されそうだと嘆いていた。
ジャンヌをはじめ様々な女性に声をかけるが、たいてい敬遠されている。『2』のエンディングではアメリカで忍者道場を開き、弟子になった少女スージーをナンパするが、あっさりとあしらわれていた。
伊賀忍者の頭目であるハンゾウとはライバル同士だが、ストイックで修行好きなハンゾウに対してフウマは派手好き（忍び装束や髪の色も赤や金など）で軟派と、性格は対照的である。同様の技を使うのは、かつて負け知らずだったフウマがハンゾウ相手に初敗北を喫し、それを強く意識して彼の技を自分なりに模倣・習得したためである。しかし上述の好みを反映したのか、爆発するなど派手な攻撃が多い。ハンゾウの技に「光」がつくのに対し、フウマの技には「風」または「炎」がつく。
攻撃の際は頻繁に「オラオラオラァ！」と喊声を上げる。極度に緊張するとハンゾウのような「ござる」口調になってしまう。『痛快GANGAN行進曲』（以下『GANGAN』と表記）ではタイムマシンの故障というトラブルに見舞われたため、終始この口調で話している（エンディングでは元の口調に戻る）。勝利時には歌舞伎の見得のような動作から扇子（『ワールドヒーローズ』シリーズでは日輪、『GANGAN』では三つ鱗紋が入ったもの）を広げる。
同社の『ニンジャコマンドー』に登場するリュー・イーグルは「32代目風魔小太郎」でフウマの子孫という設定。
『ネオジオバトルコロシアム』（以下『NBC』と表記）ではハンゾウ、マッドマン、NEO-DIOとともに『ワールドヒーローズ』代表として参戦。ハンゾウと共に繰り出す「アナザーダブルアサルト」が存在する。

## 技の解説

### 投げ技
以下の投げ技は主に『痛快GANGAN行進曲』のものを表記しており、他作品の投げ技についてはそれに似た投げに追記するものとする。
忍者式裏投げ
相手を掴んだまま飛び上がった後に放り投げる。
『2』と『NBC』では通常投げの「裏投げ」として使用。
飯綱落とし
相手を逆さに抱えて飛び上がった後、頭から地面に叩き付ける。
初代『ワールドヒーローズ』と『2』では通常投げ、『NBC』では空中投げの「イズナ落とし」として使用。
腕折り投げ
相手の腕を自分の肩に当てて後方に投げる。一定確率で骨折を狙える。
鬼殺し
相手の背後から片腕を捕らえ、反対側の脇に首を挟み込んで絞め上げる。見た目はドラゴンスリーパーに似る。これで相手にとどめを刺すと、首の骨が折れる演出が入る。
鬼面砕き
背後から相手の頭頂部を支点に倒立し、顔面を地面に叩き付ける。
忍者式仔牛の焼印押し
背後から相手の後頭部に片膝を当てて、勢いよく顔面を地面に叩き付ける。仔牛の焼印押し（カーフ・ブランディング）は実在するプロレス技。

### 特殊技
二段飛びの術“飛燕”
ジャンプ中に足場のない状態でもう一度跳び上がる二段ジャンプ。
猿飛びの法“迦桜羅”
ジャンプ中に画面端の壁を蹴って方向を変える。三角跳びに似るが、軌道が異なる。
裏奥義“欺”（うらおうぎ あざむき）
『PERFECT』のエクストラアタック。必殺技を出すふりをするフェイント技。

### 必殺技
烈風斬（れっぷうざん）
飛び道具技。小太刀（妖刀ムラサメ）を抜き放ち、手裏剣型の弾（『PERFECT』以降は風の渦）を飛ばす。
『PERFECT』ではHEROゲージに対応。ゲージMAX時に出すと風の渦を2発同時に飛ばず。
大武流烈風斬（ダブルれっぷうざん）
『2JET』までは「ダブル烈風斬」表記で、「烈風斬」を2発同時に飛ばす。スライディング等で潜り抜けられない。
『PERFECT』以降は「大武流烈風斬」表記に変わり、性能も「烈風斬」を2連続で飛ばすものに変更。『NBC』ではゲージを消費する必要がある。
こちらも『PERFECT』ではHEROゲージに対応し、2連続で2発同時（合計4発）の「烈風斬」を放つ。
炎龍破（えんりゅうは）
小太刀を抜き放って炎の龍の気を纏い、垂直に跳び上がりつつ錐揉みアッパーを繰り出す対空技。空中でも使用可能。
『ワールドヒーローズ』シリーズの必殺技のうち、唯一『GANGAN』でも使用可能。ただし同作では小太刀がないため炎の龍が発生しない。
ハンゾウから盗んだ技と明言されているのはこの技のみ（他は不明）。
忍法風輪華斬（にんぽうふうりんかざん）
小太刀を両手に持った状態で手足を広げ、全身を手裏剣の様に回転させて空中を突進する。
『2』以降はハンゾウの「忍法光輪渦斬」と差別化され、軌道が上下に揺れる。
殺虫拳（さっちゅうけん）
『GANGAN』が初出の技。掴んだ相手を画面端の壁まで運んで叩きつけながら殴る。
『NBC』では掌底から気を発する技で、密着状態でヒットすると上記の攻撃を行う。
電光石火の術（でんこうせっかのじゅつ）
『GANGAN』のみの技。高速で相手に突進しながらパンチの連続攻撃を繰り出す。
ゲームボーイ版『2JET』では超必殺技として使用可能。
電光石火の術・斬舞（でんこうせっかのじゅつ ざんぶ）
『NBC』での技。小太刀を抜いて素早く斬りかかる。強は当たると逆の小太刀で再び斬りつけ、相手を浮かせる。
爆裂発勁（ばくれつはっけい）
『GANGAN』のみの技。その場で強烈な掌打を連発する。
爆裂究極落とし（ばくれつきゅうきょくおとし）
『GANGAN』のみの技。相手を正面から掴んで、逆さまに落とすコマンド投げ。
猿投げ
『GANGAN』では必殺技扱いになっている空中投げ。
『2』以降では「巴空中投げ」「巴落とし”不知火”」等の名称で特殊技として使用。
龍翔投殺（りゅうしょうとうさつ）
『PERFECT』のみの技。空中から地上の相手を掴み、肩の上から乗り越える勢いを利用し投げ飛ばす。

### 究極奥義、GANGAN必殺技（超必殺技）
爆裂究極拳（ばくれつきゅうきょくけん）
初出の『2JET』では通常の必殺技、『PERFECT』から究極奥義に昇格。
両腕に炎を纏って垂直上昇し、空中で回転してから斜め下に向かって突進。着地点で爆発を起こす。
『PERFECT』ではHEROゲージに対応。突進の前に炎を纏った苦無を大量に撒き散らすようになる。
元ネタは『ニンジャコマンドー』のリュー・イーグルが使用する「爆烈究極拳」だが、リューは32代目風魔小太郎であるため、設定上はこちらが元祖になる。
『NBC』では上昇時にも当たり判定がある。
爆炎咆哮弾（ばくえんほうこうだん）
『PERFECT』で追加された技。小太刀を抜き放ち、巨大な炎の渦を作り出す。炎の渦は地面を転がるように進む。
木端微塵の術（こっぱみじんのじゅつ）
『GANGAN』のGANGAN必殺技。相手に組み付いた後、筒状の爆弾を咥えさせてから離れて爆破する。

### その他の技
協力奥義 挟撃九字斬陣（きゅうきょくおうぎ  きょうげきくじざんじん）
『NBC』で使用する、ハンゾウとのアナザーダブルアサルト。小太刀で横薙ぎに斬った後、「爆裂究極拳」と「八門断光斬」での同時攻撃を決める。この際の「爆裂究極拳」は『PERFECT』のHEROゲージMAX版と同様に苦無を撒き散らす。

## 担当声優
- 川本昭彦（『ワールドヒーローズ2』、『ワールドヒーローズ2JET』）
- 風間拳（『ワールドヒーローズパーフェクト』の新規音声および攻略ビデオ、『痛快GANGAN行進曲』、『ADKワールド』、テレホンサービス他）
- モンスター前塚（『ネオジオバトルコロシアム』）
- 矢尾一樹（カセットブック『ワールドヒーローズ2JET』）